# Богдана (комуна, Телеорман)
Богдана (рум. Bogdana) — комуна у повіті Телеорман в Румунії. До складу комуни входять такі села (дані про населення за 2002 рік):
- Богдана (1263 особи)
- Броштянка (243 особи)
- Улмень (906 осіб)
- Урлую (638 осіб)

Комуна розташована на відстані 98 км на південний захід від Бухареста, 20 км на захід від Александрії, 111 км на південний схід від Крайови.

## Населення
За даними перепису населення 2002 року у комуні проживали 3050 осіб.
Національний склад населення комуни:
| Національність | Кількість осіб | Відсоток |
| -------------- | -------------- | -------- |
| румуни         | 3022           | 99,1%    |
| цигани         | 27             | 0,9%     |
| угорці         | 1              | < 0,1%   |

Рідною мовою назвали:
| Мова      | Кількість осіб | Відсоток |
| --------- | -------------- | -------- |
| румунська | 3022           | 99,1%    |
| циганська | 27             | 0,9%     |
| угорська  | 1              | < 0,1%   |

Склад населення комуни за віросповіданням:
| Релігія       | Кількість осіб | Відсоток |
| ------------- | -------------- | -------- |
| православні   | 2784           | 91,3%    |
| адвентисти    | 258            | 8,5%     |
| лютерани      | 2              | 0,1%     |
| римо-католики | 1              | < 0,1%   |
| реформати     | 1              | < 0,1%   |

## Зовнішні посилання
- Дані про комуну Богдана на сайті Ghidul Primăriilor [Архівовано 15 травня 2012 у Wayback Machine.]